# WWE Roadblock
WWE Roadblock est un pay-per-view de catch promu par la fédération World Wrestling Entertainment (WWE). La première édition de cet événement a eu lieu le 12 mars 2016 au Canada.
La seconde édition de cet événement a lieu le 18 décembre 2016 à Pittsburgh, en Pennsylvanie.

## Historique de Roadblock
Pay-per-view exclusif à Raw
| #                                                                             | Événement                                   | Ville                     | Lieu             | Main Event                                                                  | Spectateurs |
| ----------------------------------------------------------------------------- | ------------------------------------------- | ------------------------- | ---------------- | --------------------------------------------------------------------------- | ----------- |
| 1                                                                             | Roadblock (mars 2016) 12 mars 2016          | Toronto (Ontario) Canada  | Ricoh Coliseum   | Triple H (c) contre Dean Ambrose pour le WWE World Heavyweight Championship | 9 333       |
| 2                                                                             | Roadblock: End of the Line 18 décembre 2016 | Pittsburgh (Pennsylvanie) | PPG Paints Arena | Kevin Owens (c) contre Roman Reigns pour le WWE Universal Championship      | 15 555      |
| (c) – désigne le(s) champion(s) défendant son/leurs titre(s) pendant le match |                                             |                           |                  |                                                                             |             |